# عاصفة درقية
العاصفة الدرقية هي إحدى المضاعفات النادرة والخطيرة والمهددة للحياة لفرط نشاط الغدة الدرقية (فرط الدرقية). يتميز بارتفاع درجة الحرارة (غالبًا ما تكون درجات الحرارة أعلى من 40 درجة مئوية أو 104 درجة فهرنهايت)، وتسرع النبض الذي يكون غير منتظم غالبًا، وارتفاع ضغط الدم، والتقيؤ، والإسهال، والهياج. يحدث ارتفاع ضغط الدم وارتفاع الضغط النبضي منذ بدء وحتى منتصف العاصفة الدرقية، ثم ينخفض ضغط الدم ويدخل المريض بحالة الصدمة التي تحدث في المرحلة المتأخرة. قد يحدث قصور في القلب ونوبة قلبية. قد تحدث الوفاة على الرغم من العلاج. تحدث معظم النوبات إما عند المرضى الذين يعانون من فرط نشاط الغدة الدرقية المعروف الذين توقفوا عن تناول علاجهم أو الذين لم يعد العلاج فعالًا عندهم، أو عند أولئك الذين يعانون من فرط نشاط الغدة الدرقية الخفيف غير المعالج والذين طوروا مرضًا متداخلًا (مثل العدوى).
العلاج الأساسي لعاصفة الغدة الدرقية هو اليود غير العضوي والأدوية المضادة للغدة الدرقية (بروبيل ثيوراسيل أو ميثيمازول) لتقليل تصنيع وإفراز هرمون الغدة الدرقية. يُعد ضبط درجة حرارة الجسم وسوائله الوريدية أيضًا من الدعائم الأساسية للعلاج. غالبًا ما تستخدم حاصرات بيتا لتقليل تأثيرات هرمون الغدة الدرقية. يحتاج المرضى غالبًا إلى الاستشفاء في وحدة العناية المركزة.

## العلامات والأعراض
تتميز عاصفة الغدة الدرقية ببداية حادة لأعراض فرط نشاط الدرق (سرعة دقات القلب، والأرق، والهياج) مترافقة مع صفات أخرى مثل الحمى (درجات الحرارة في كثير من الأحيان أعلى من 40 درجة مئوية أو 104 درجة فهرنهايت)، وارتفاع ضغط الدم، وتغيرات الحالة العقلية، والإسهال، والتقيؤ.
قد يظهر عند المرضى علامات متفاوتة لخلل في وظائف الأعضاء، وقد يعانون من خلل في وظائف الكبد، ويعتبر اليرقان (اصفرار الجلد) علامة تنبؤية سيئة. تشمل الأعراض القلبية عدم انتظام ضربات القلب، واحتشاء العضلة القلبية (نوبة قلبية)، وقصور القلب الاحتقاني، مما قد يؤدي إلى انهيار القلب والأوعية الدموية. يمكن أن تصل نسبة الوفيات إلى 20-30%.
قد لا يعاني المرضى من العلامات العصبية الكلاسيكية التي تحدث عادة في حالة العاصفة الدرقية، ولكنهم يظهرون بدلًا من ذلك علامات لا مبالاة مثل التردد والارتباك.

## أسباب العاصفة الدرقية
يحدث عادة الانتقال من حالة فرط نشاط الغدة الدرقية إلى العاصفة الدرقية نتيجة مسبّب لا علاقة له بالغدة الدرقية مثل الحمى والإنتان والتجفاف واحتشاء العضلة القلبية والأمراض النفسية.[مبهم] يكون المرضى أكثر عرضة لحدوث العاصفة الدرقية إذا كان علاج فرط نشاط الغدة الدرقية غير كامل أو في حال إيقاف الأدوية المضادة للغدة الدرقية. يملك العديد من هؤلاء المرضى أسبابًا أساسية لفرط نشاط الغدة الدرقية (مرض غريفز، تضخم الغدة الدرقية متعدد العقيدات السام، الورم الحميد الدرقي). ومع ذلك، قد تحدث عاصفة درقية عند الأفراد الذين يعانون من التسمم الدرقي غير المُشخّص والذين تعرضوا لجراحة، أو للمخاض، أو العدوى، أو لبعض الأدوية وأصبغة المواد الظليلة (التي تُستخدم في التصوير الظليل).[بحاجة لمصدر]
| عدوى شديدة                                                                        |
| الحماض الكيتوني السكري                                                            |
| نقص سكر الدم                                                                      |
| جراحة الغدة الدرقية                                                               |
| جراحة لكن ليس على الغدة الدرقية                                                   |
| الولادة                                                                           |
| سلعة مبيضية                                                                       |
| الحمل العنقودي                                                                    |
| الصدمة (مثل كسر الورك)                                                            |
| الحروق                                                                            |
| احتشاء عضلة القلب                                                                 |
| الانسداد الرئوي                                                                   |
| سكتة دماغية                                                                       |
| قصور العضلة القلبية                                                               |
| العلاج باليود المشع                                                               |
| الآثار الجانبية للأدوية (أدوية التخدير، الساليسيلات، السودوإيفيدرين، الأميودارون) |
| التعرض لمواد التباين التي تحتوي على اليود                                         |
| سحب أحد أدوية علاج الغدة الدرقية                                                  |
| توتر عاطفي                                                                        |
| تمارين مكثفة                                                                      |

## التشخيص
يعتمد تشخيص عاصفة الغدة الدرقية على وجود علامات وأعراض تتفق مع فرط نشاط الغدة الدرقية. اقترح عدة طرق لحساب احتمال حدوث عاصفة درقية بناءً على المعايير السريرية، ومع ذلك، لم يُعتمد أي منها عالميًا من قبل الأطباء. نشر بورش وفارتوفسكي مقياس نقاط بورش وفارتوفسكي (BWPS) في عام 1993، حددوا فيه قيمة عددية بناءً على وجود علامات وأعراض محددة مرتبة ضمن الفئات التالية: درجة الحرارة، والاضطرابات القلبية والوعائية (بما في ذلك معدل ضربات القلب ووجود الرجفان الأذيني وقصور القلب الاحتقاني)، ووجود اختلال وظيفي في الجهاز العصبي المركزي، وخلل في الجهاز الهضمي أو الكبد. لا تدل درجة بورش وفارتوفسكي الأقل من 25 على وجود عاصفة درقية، بينما تشير الدرجة من 25 إلى 45 إلى عاصفة درقية وشيكة، وتشير الدرجة الأعلى من 45 درجة إلى عاصفة درقية حالية. توفر معايير جمعية الغدة الدرقية اليابانية (JTA)، المستمدة من مجموعة كبيرة من المرضى الذين يعانون من عاصفة درقية في اليابان والتي نُشرت في عام 2012، طريقة نوعية لتحديد احتمالية حدوث العاصفة الدرقية. تفصل معايير جمعية الغدة الدرقية اليابانية تشخيص عاصفة الغدة الدرقية إلى مؤكد ومشتبه به بناءً على مجموعة محددة من العلامات والأعراض التي يظهرها المريض وتتطلب ارتفاع ثلاثي يودوثيرونين (T3) أو هرمون الغدة الدرقية الحر (T4).

### النتائج المخبرية
بشكل مشابه لفرط نشاط الغدة الدرقية، يُثبَّط إفراز هرمون منبه الدرقية، ويرتفع هرمونَي T3 وT4 الحر والمصلي (أو الكلي). يشير الارتفاع في مستويات هرمون الغدة الدرقية إلى حدوث عاصفة عندما تكون مترافقة مع علامات فرط نشاط الغدة الدرقية الشديد ولكن لا يُعتبر ذلك مُشخّصًا لأنها قد تحدث أيضًا في حالة فرط نشاط الغدة الدرقية غير المصحوب بمضاعفات. علاوة على ذلك، قد يكون T3 المصلي طبيعيًا عند المرضى المصابين بأمراض خطيرة بسبب انخفاض تحويل T4 إلى T3. تشمل الاضطرابات المحتملة الأخرى ما يلي:
- ارتفاع سكر الدم، قد يكون السبب هو تأثيرات الكاتيكولامين على إفراز الأنسولين والتمثيل الغذائي بالإضافة إلى زيادة تحلل الغليكوجين، والذي يتطور إلى نقص السكر في الدم عند استنفاذ مخازن الغليكوجين.
- ارتفاع أسبارتات أمينوترانسفيراز (AST) والبيليروبين واللاكتات ديهيدروجينيز (LDH)
- فرط كالسيوم الدم وارتفاع الفوسفاتاز القلوي بسبب زيادة ارتشاف العظام.
- ارتفاع عدد خلايا الدم البيضاء

## العلاج
الاستراتيجيات الرئيسية لعلاج العاصفة الدرقية هي تقليل إنتاج وإفراز هرمون الغدة الدرقية، وتقليل آثار هذا الهرمون على الأنسجة، وعلاج فقد السوائل، والتحكم في درجة الحرارة. تتطلب عاصفة الغدة الدرقية العلاج الفوري والاستشفاء. في كثير من الأحيان، يحتاج المريض إلى الاستشفاء في وحدة العناية المركزة.

### اليود
توصي الدلائل الإرشادية بإعطاء يوديد غير عضوي (يوديد البوتاسيوم أو يود لوغول) لتقليل تصنيع وإفراز هرمون الغدة الدرقية. يقلل اليود من تصنيع هرمون الغدة الدرقية عن طريق تأثير وولف تشيكوف. توصي بعض الإرشادات بإعطاء اليود بعد بدء تناول الأدوية المضادة للغدة الدرقية، لأن اليود ركيزة لتصنيع هرمون الغدة الدرقية أيضًا، وقد يؤدي إلى تفاقم فرط نشاط الغدة الدرقية إذا لم يؤخذ مع أدوية مضادة للغدة الدرقية.

### الأدوية المضادة للغدة الدرقية
تُستخدم الأدوية المضادة للغدة الدرقية (مثل البروبيل ثيوراسيل والميتيمازول) لتقليل تصنيع وإفراز هرمون الغدة الدرقية. يُفضل عقار البروبيل ثيوراسيل على الميثيمازول نظرًا لتأثيراته الإضافية على تقليل التحويل المحيطي لـ T4 إلى T3، ولكن كلاهما شائع الاستخدام.

### حاصرات بيتا
يوصى بإعطاء حاصرات بيتا 1 الانتقائية (مثل ميتوبرولول) لتقليل تأثير هرمون الغدة الدرقية على الأعضاء الطرفية. بالإضافة إلى ذلك، فإن تناول بروبرانولول بجرعات عالية يقلل أيضًا من التحويل المحيطي لـ T4 إلى T3، وهو الشكل الأكثر نشاطًا لهرمون الغدة الدرقية. على الرغم من أنه اقتُرح سابقًا أن حاصرات بيتا غير الانتقائية (بروبرانولول) مفيدة بسبب آثارها المثبطة على الديودنازازات المحيطية، لكن اقترحت الأبحاث الحديثة إنها مرتبطة بزيادة معدل الوفيات. لذلك، قد تكون حاصرات بيتا الانتقائية للقلب مفضّلة عليها.

### الستيرويدات القشرية
تؤدي المستويات المرتفعة من هرمون الغدة الدرقية إلى حالة فرط التمثيل الغذائي، والتي قد تؤدي إلى زيادة تهدّم هرمون الكورتيزول، وهو هرمون تنتجه الغدة الكظرية. ينتج عن هذا حالة من القصور النسبي في الغدة الكظرية، إذ لا تكون فيها كمية الكورتيزول كافية. توصي الدلائل الإرشادية بإعطاء الستيرويدات القشرية (يفضل الهيدروكورتيزون والديكساميثازون على البريدنيزولون أو ميثيل البريدنيزولون) لجميع مرضى العاصفة الدرقية. ومع ذلك، يجب تغيير الجرعات لكل مريض على حدة للتأكد من أن قصور الغدة الكظرية النسبي يُعالَج بشكل مناسب مع تقليل مخاطر الآثار الجانبية.

## التدابير الداعمة
تُضبط درجة الحرارة في حال ارتفاعها بوصف الأدوية الخافضة للحرارة مثل الباراسيتامول (الأسيتامينوفين) وتدابير التبريد الخارجية (أغطية باردة، وأكياس الثلج). يعالَج التجفاف الذي يحدث بسبب فقدان السوائل من التعرق والإسهال والقيء بإعطاء السوائل بشكل متكرر. قد تكون التهوية الميكانيكية ضرورية في الحالات الشديدة. يجب أيضًا معالجة أي سبب ثانوي مشتبه به.